# Nasavrky (ort i Tjeckien, Okres Chrudim)
Nasavrky är en stad i Tjeckien.   Den ligger i distriktet Okres Chrudim och regionen Pardubice, i den centrala delen av landet, 100 km öster om huvudstaden Prag. Nasavrky ligger 487 meter över havet och antalet invånare är 1 526.
Terrängen runt Nasavrky är platt åt sydost, men åt nordväst är den kuperad. Runt Nasavrky är det ganska tätbefolkat, med 172 invånare per kvadratkilometer. Närmaste större samhälle är Hlinsko, 11,7 km sydost om Nasavrky. I omgivningarna runt Nasavrky växer i huvudsak blandskog.